# 살갈퀴
살갈퀴는 콩과에 속하는 두해살이풀이다. 기본종은 가는살갈퀴이다.

## 생태
산과 들의 풀밭에서 덩굴져 자란다. 줄기는 높이가 60~150센티미터쯤 되며 네모지고, 밑부분에서 갈라진다. 잎은 어긋나며 짝수 깃꼴 겹잎이다. 작은 잎은 3~7쌍씩 나고 거꿀달걀꼴이며, 끝이 오목하게 팬다. 끝에 나는 잎은 덩굴손이 되는데 세 갈래로 갈라진다. 꽃은 4~5월에 잎겨드랑이에 한두 개씩 달려 피는데 붉은빛이 도는 자주색이다. 열매는 꼬투리열매이고, 5~10개의 씨가 들어 있다.

## 사진

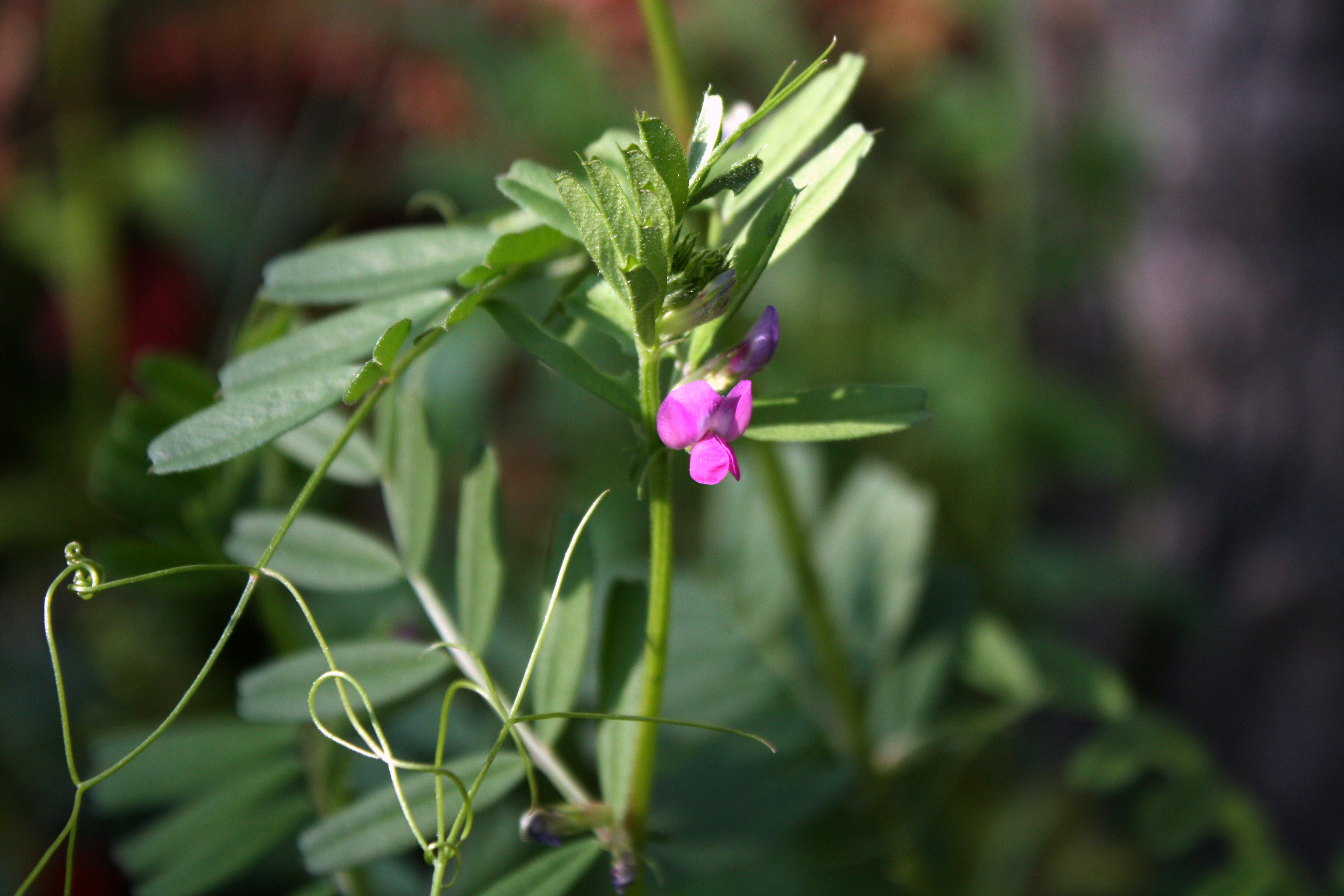
꽃
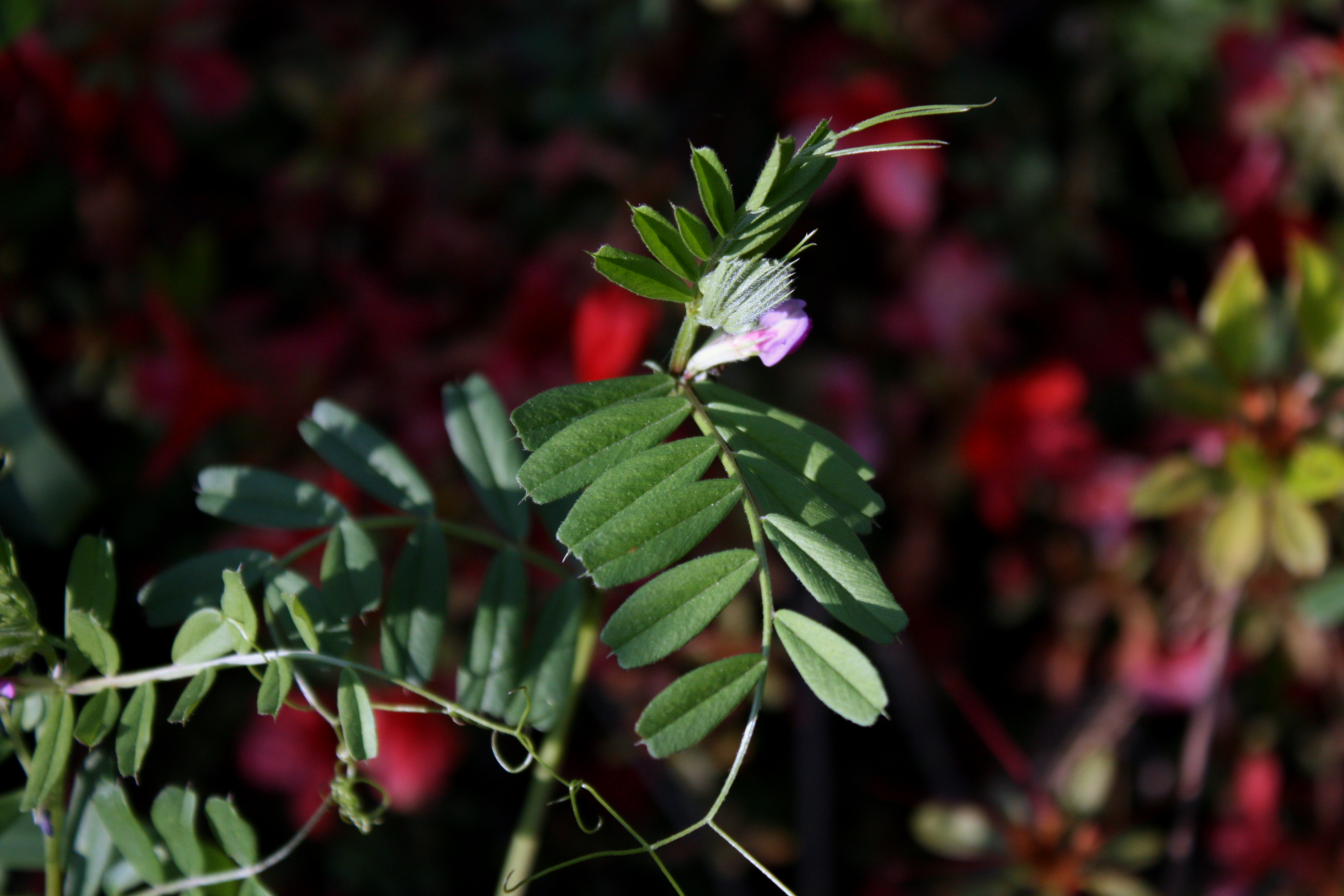
잎가지

## 참고 문헌
- 고경식; 김윤식 (1988). 《원색한국식물도감》. 아카데미서적.
- 이동혁 (2007). 《오감으로 찾는 우리 풀꽃》. 도서출판 이비컴. ISBN 978-89-89484-57-8.
- 풀베개 보관됨 2015-12-10 - 웨이백 머신